# Роккафранка
Роккафранка (итал. Roccafranca) — коммуна в Италии, располагается в провинции Брешиа области Ломбардия.
Население составляет 3746 человек, плотность населения составляет 197 чел./км². Занимает площадь 19 км². Почтовый индекс — 25030. Телефонный код — 030.
Покровителями коммуны почитаются святые Гервасий и Протасий, празднование 19 июня, Santa Chiara, святые Викентий (San Vincenzo) и Викторин (San Vittorino).